# Zentral (Lübeck)

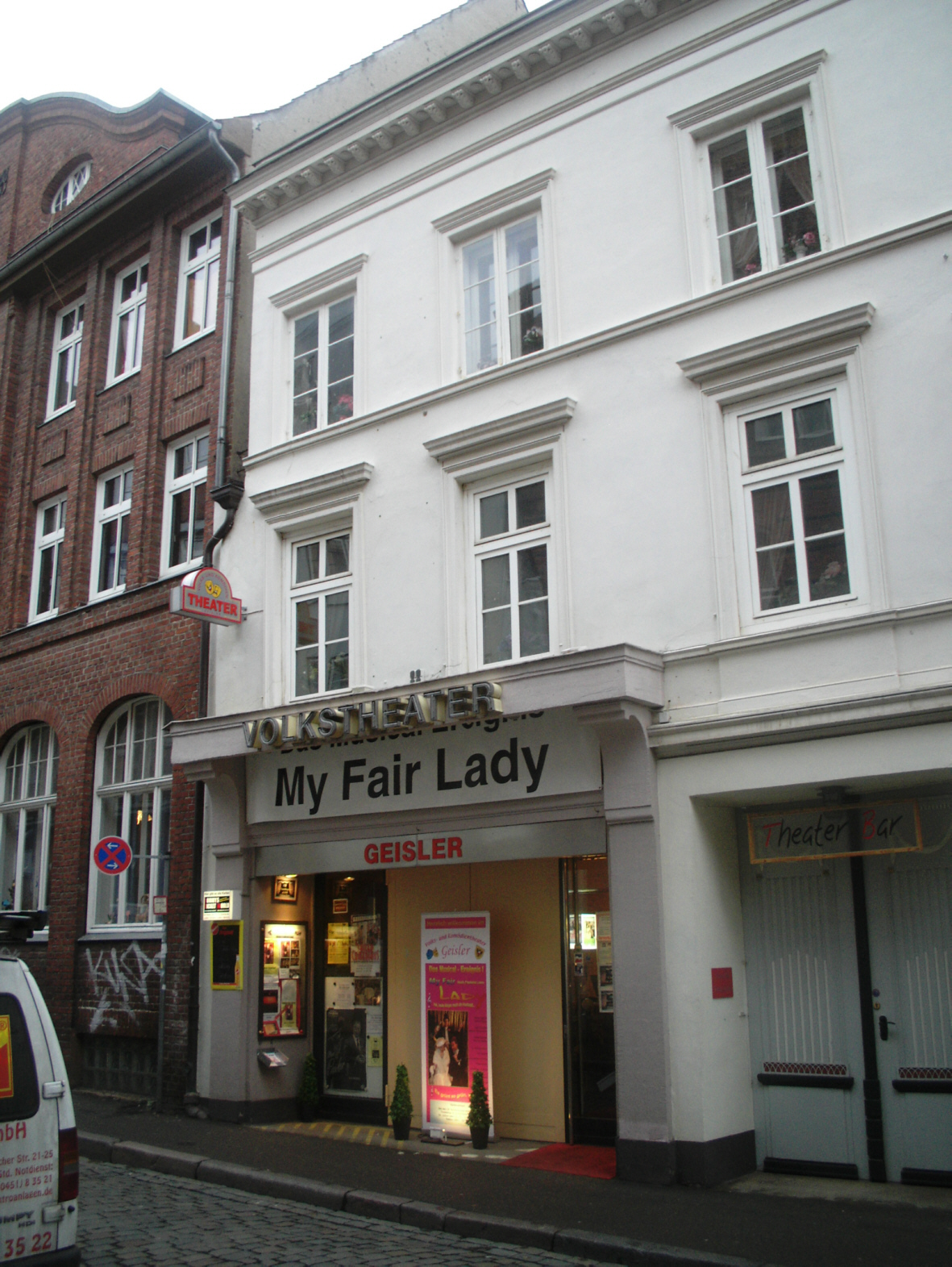
Das ehemalige Kino Zentral (2009)

Das Zentral war ein Lübecker Kino.

## Geschichte
Karl Mest (* 1894; † 1974), der älteste Sohn des Magdeburger Kinounternehmers Artur Mest und ausgebildeter Fotograf, leitete nach dem Ersten Weltkrieg zunächst drei der Magdeburger Kinos seines Vaters, ehe er 1919 nach Lübeck zog, wo bereits seine geschiedene Mutter Johanna Mest seit 1915 lebte und gemeinsam mit seinen zwei jüngeren Brüdern das Neue Lichtspiel-Theater führte.
Karl Mest erwarb das Gesellschaftshaus Monopol in der Johannisstraße 25 (heute  Dr.-Julius-Leber-Straße 25) und baute den ehemaligen Tanzsaal zum Kinosaal mit 550 Plätzen um. Am 28. November 1919 wurde das neue Lichtspieltheater eröffnet. Das eher bescheidene Kino erfreute sich, obwohl es ohne spektakuläre Ausstattung oder Erstaufführungen auskommen musste, in den folgenden Jahrzehnten großer Beliebtheit beim Lübecker Publikum.
Im Zentral wurde 1930 versucht, Im Westen nichts Neues vorzuführen.
In den 1930er Jahren trat Karl Mest das Zentral vorübergehend an die Kammerlichtspiele GmbH seines Vaters ab; unter welchen Umständen und für wie lange, lässt sich nicht mehr sagen, da die Geschäftsunterlagen im Zweiten Weltkrieg vernichtet wurden. Das Kino selbst überstand den Krieg unbeschadet und wurde auch nicht von der britischen Besatzungsmacht requiriert, so dass der Betrieb bereits am 14. August 1945 von Karl Mest und seinem Sohn Artur wieder aufgenommen werden konnte. Von 1946 an diente das Kino auch als Bühne für das Metropol-Varieté, das jedoch nach einem verlorenen Rechtsstreit aufgelöst wurde und am 30. September 1948 seine letzte Vorstellung gab, so dass das Zentral wieder ausschließlich Lichtspielhaus wurde.
In den Nachkriegsjahren spezialisierte sich Karl Mest auf die Vorführung von Abenteuerfilmen, Western und Actionfilmen. Mit dem 1951 eröffneten City, das über die günstigere Lage in der Königstraße verfügte, stand das Zentral in direkter Konkurrenz.
Nach Karl Mests Tod führten sein Sohn Artur sowie seine Enkel Andreas und Michael das Unternehmen fort. Von 1978 bis 1986 war das Zentral Veranstaltungsort für die jährliche Retrospektive im Rahmen der Nordischen Filmtage. Der regelmäßige Kinobetrieb wurde im Juni 1985 eingestellt; nur noch zu besonderen Anlässen wie etwa Veranstaltungen des Lübecker Amtes für Kultur fanden Filmvorführungen statt. Anfang der 1990er Jahre fanden im Zentral regelmäßig Arthausvorstellungen statt, die von den Kötzschenbroda Partnerbetrieben veranstaltet wurden.
Mit der Eröffnung der neuen Stadthalle als Multisaalkino wurde das Zentral als Spielort aufgegeben. Die Insolvenz Mests 1995 war dann das endgültige Aus, ein Verkauf an Interessenten aus Hamburg, die das Objekt weiter als Filmkunsttheater mit Bühne und Gastronomie betreiben wollten, scheiterte am Einspruch der Kiefts, weil diese noch über einen mehrere Jahre dauernden Mietvertrag verfügten. Diesen würden sie fortführen, eine Konkurrenz, auch im Arthausbereich, war nicht gewünscht und würde mit allen Mitteln verhindert werden. Damit wurde der Kinospielort endgültig aufgegeben. Nach Folgenutzungen als Kunstgalerie und Markthalle für gehobene Ansprüche beherbergt das frühere Lichtspielhaus seit dem 3. Oktober 2002 das Volkstheater Geisler, das neben den Theatervorstellungen einmal im Monat Filmklassiker zeigt.